# Je me suis fait tout petit (film)

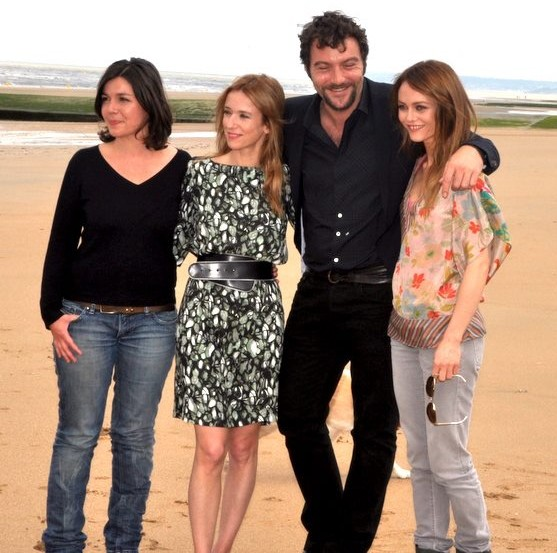
Cécilia Rouaud, Léa Drucker, Denis Ménochet et Vanessa Paradis lors de la présentation du film au festival de Cabourg 2012.

Pour les articles homonymes, voir Je me suis fait tout petit.
Pour plus de détails, voir Fiche technique et Distribution.
Je me suis fait tout petit est un film français réalisé par Cécilia Rouaud, produit par Origami Films sorti en France le 11 juillet 2012.

## Synopsis
Plus rien ne retient Yvan à Paris. Sa femme l’a quitté pour vivre en Thaïlande. Ses filles, adolescentes, ont choisi d’habiter chez sa sœur Ariane, aussi angoissée qu’admirable. Yvan est prêt à partir… quand débarquent dans sa vie la belle Emmanuelle, qui fait des enfants comme elle tombe amoureuse, et Léo, le petit garçon que sa femme a eu avec un autre. Yvan va devoir changer ses plans.

## Fiche technique
- Titre : Je me suis fait tout petit
- Réalisation : Cécilia Rouaud
- Scénario : Cécilia Rouaud
- Image : Renaud Chassaing
- Montage : Fabrice Rouaud
- Son : Laurent Poirier
- Musique : JP Nataf
- Supervision musicale : My Melody
- Décors : Emmanuelle Duplay
- Costumes : Charlotte Betaillole
- Production : Origami Films
- Production déléguée : Saga Blanchard
- Premier Assistant-Réalisateur : Antoine Garceau
- Distribution : Rezo Films
- Édition vidéo : Studio 37
- Pays d'origine :  France
- Genre : Comédie
- Langue : français
- Date de sortie : 11 juillet 2012 (France)

## Distribution
- Denis Ménochet : Yvan Le Doze
- Vanessa Paradis : Emmanuelle
- Léa Drucker : Ariane
- Laurent Lucas : Luc
- Valérie Karsenti : Claire
- Angèle Garnier : Manon
- Louise Grinberg : Elise
- Laurent Capelluto : Simon
- David Carvalho Jorge : Léo
- Grégory Gadebois : le proviseur